# Костя и Мышь
«Костя и Мышь» — документальный фильм-портрет студии AZ Films L.L.C., снятый в 2006 году режиссёром Андреем Загданским о русском поэте-авангардисте Константине Кузьминском и его жене Эмме Кузьминской по прозвищу Мышь.

## Награды
На кинофестивале «Сталкер» (2006) фильм был удостоен специального диплома жюри.

## Синопсис
Фильм построен как серия коротких эпизодов — «представлений», или глав. Каждая глава имеет своё название.
Персональные истории Константина и Эммы Кузьминских чередуются с фрагментами поэтических чтений, появлением самых разных гостей в их доме (среди гостей художники «Митьки» — Дмитрий Шагин и Владимир Шинкарёв, музыкант и исполнитель Юрий Шевчук), домашними видеосъемками Эммы и архивным материалом.
В одном из архивных эпизодов фильма в гостях у Кузьминских известный советский диссидент, издатель поэтического сборника «Синтаксис» Алик Гинзбург.
Несколько глав в фильме посвящены созданию главной издательской работы Константина Кузьминского — «Антология новейшей русской поэзии у Голубой Лагуны». Девятитомное издание начало выходить в 1980 году в Техасе и представляет собой наиболее обширное собрание русской поэзии самиздата 1950—1980 гг.

## Пресса
«Автору хватило профессиональной мудрости позволить герою быть немножко сорежиссером картины, отчего последняя только выиграла. Чередуя наблюдение, хронику и интервью, Загданский нашел монтажно точный баланс между играющим самого себя Кузьминским и собственным рассказом об этом необыкновенном человеке — ярком и уникальном явлении российского авангарда. Как и многие другие, уехав в Америку, бескорыстный жрец искусства не снискал ни денег, ни такой привлекательной для многих медийной славы, зато остался самим собой.»

Зоя Кошелева «Искусство кино»

«…поэт Константин Кузьминский — наследник русского авангарда, экстравагантное украшение ленинградской поэтической плеяды шестидесятых, а ныне составитель знаменитой антологии русской поэзии, седой Пан, чья американская хижина, живо напоминающая дом кума Тыквы, открыта гостям и ветрам. С ним всегда его жена Эмма, по-домашнему Мышь, с видеокамерой в руках. Наличие этого второго взгляда на Кузьминского — и в бесхитростном хоум-видео Мыши, и в её умном рассказе про Костю — обеспечивает объем повествованию, с книжным изяществом поделенному на главки.
Камера режиссёра Загданского с ним как бы заодно, но без оголтелости и подобострастия. Получив максимально интимный во всех смыслах доступ к телу, автор умеет верно этим доступом распоряжаться и держать непедалируемую дистанцию, что ценно.»

Дмитрий Савельев «Время»

## Съёмочная группа
- Режиссёр, сценарист, монтажёр и продюсер: Андрей Загданский
- Оператор: Евгений Смирнов
- Дополнительные съемки: Эмма Кузьминская, Игорь Чепусов, Андрей Загданский
- Композитор: Александр Гольдштейн
- Продолжительность фильма: 65 мин.
- Киностудия: AZ Films L.L.C.